# دانييل بارينبويم

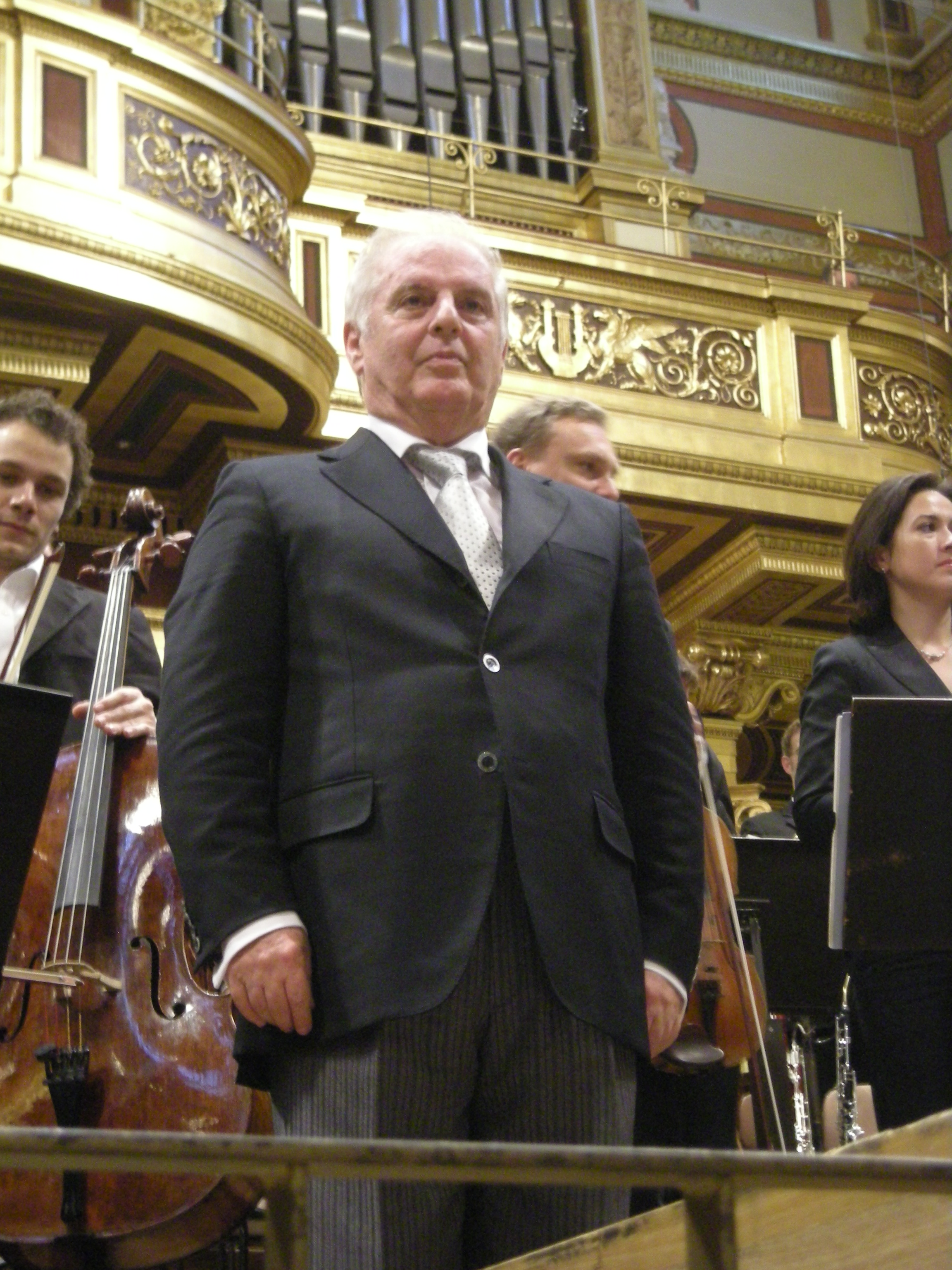

دانييل بارينبويم (بالإسبانية: Daniel Barenboim)‏ (ولد في 15 نوفمبر، 1942) هو عازف بيانو، وقائد أوركسترا. يعيش دانييل بارينبويم في برلين، ويحمل جنسيات كلاُ من الأرجنتين، وإسرائيل، وإسبانيا، كما يحمل جواز سفر مستصدر من السلطة الفلسطينية. ولد بارينبويم في بيونس آيرس في الأرجنتين. قام والداه وكانا عازفين مرموقين للبيانو بإعطائه دروساً في البيانو وهو في الخامسة ثم رحلت أسرته إلى فلسطين المحتلة عام 1952م ضمن حملات تهجير اليهود إلى فلسطين. وظهر لأول مرة كعازف للبيانو في بيونس آيرس وهو في التاسعة كما قاد أول فرقة موسيقية في حيفا بفلسطين المحتلة عام 1957. واختير لقيادة حفلة رأس السنة الموسيقية في فيينا مرتين الأولى في عام 2009 والثانية عام 2014 .
أسس بارينبويم أوركيسترا الديوان الغربي الشرقي باللإشتراك مع الكاتب الفلسطيني الأصل أمريكي الجنسية إدوارد سعيد. 

و عين سنة 2007 رسول السلام التابع للأمم المتحدة.

## روابط خارجية
- دانييل بارينبويم على موقع IMDb (الإنجليزية)
- دانييل بارينبويم على موقع الموسوعة البريطانية (الإنجليزية)
- دانييل بارينبويم على موقع مونزينجر (الألمانية)
- دانييل بارينبويم على موقع ألو سيني (الفرنسية)
- دانييل بارينبويم على موقع ميوزك برينز (الإنجليزية)
- دانييل بارينبويم على موقع أول موفي (الإنجليزية)
- دانييل بارينبويم على موقع إن إن دي بي (الإنجليزية)
- دانييل بارينبويم على موقع أول ميوزيك (الإنجليزية)
- دانييل بارينبويم على موقع ديسكوغز (الإنجليزية)
- دانييل بارينبويم على موقع قاعدة بيانات الفيلم (الإنجليزية)
- دانييل بارينبويم على موقع أوليمبيديا (الإنجليزية)